# Großer Donnerkogel
Il Großer Donnerkogel è una montagna di 2054 m sopra il livello del mare, all'estremità nordoccidentale del Gosaukamm nei monti del Dachstein, al confine tra gli stati federali dell'Alta Austria e del Salisburghese. È raggiungibile dalla stazione a monte della Gosaukammbahn , dalla Gablonzer Hütte, dalla Stuhlalm o dalla Theodor-Körner-Hütte.
A nord-ovest del grande si trova il Kleine Donnerkogel (1916 m), separato dal grande dalla Donnerkogelscharte (1875 m). Dalla gola si erge il Donnermanndl (1910 m), una torre rocciosa.

## Percorsi
La via normale facile e segnalata al Großer Donnerkogel conduce dal Törlecksattel sudoccidentale attraverso il fianco occidentale fiancheggiato dalle montagne del Kleiner Donnerkogel fino al fianco meridionale del Großer e da lì a nord fino alla vetta. Non sono note prime salite.
- Ulteriori salite conducono attraverso le pareti esposte a sud-est e nord.
- Dal 2002 esiste anche una via ferrata che porta alla vetta (via ferrata Intersport). Qui si trova la scala sospesa verso il cielo , lunga 40 metri, che rappresenta uno dei motivi fotografici delle vie ferrate più famosi al mondo. La difficoltà del percorso è indicata da C a C/D, la durata totale del tour dalla stazione a monte è di circa 5 ore. La costruzione della via ferrata è stata controversa perché il percorso è stato realizzato tramite una guida di arrampicata aperta da Paul Preuss. Poiché la via ferrata attraversa aree di caccia private, l'uscita è consentita solo in caso di emergenza.

## Vette principali
Muovendosi lungo la cresta da nord-ovest in direzione sud-est, alcune delle vette più importanti sono le seguenti:
- Kleiner Donnerkogel (1 920 metri (6 300 ft))
- Großer Donnerkogel ( 2 054 metri (6 739 ft) )
- Steinriesenkogel ( 2 008 metri (6 588 ft) )
- Strichkogel ( 2 036 metri (6 680 ft) )
- Angerstein ( 2 100 metri (6 900 ft) )
- Mandlkogel ( 2 279 metri (7 477 ft) )
- Wasserkarkogel ( 2 268 metri (7 441 ft) )
- Sternkogel ( 2 320 metri (7 610 ft) )
- Grosswand ( 2 415 metri (7 923 ft) )
- Däumling ( 2 322 metri (7 618 ft) )
- Armkarwand ( 2 348 metri (7 703 ft) )
- Stuhllochspitze ( 2 172 metri (7 126 ft) )
- Grosse Bischofsmütze ( 2 458 metri (8 064 ft) )
- Kleine Bischofsmütze ( 2 430 metri (7 970 ft) )
- Punta Kamplbrunn ( 2 190 metri (7 190 ft) )